# مقاطعة فوكوفار-سيرميا
مقاطعة فوكوفار-سيرميا (بالكرواتية:Vukovarsko-srijemska županija، بالصربية السيريلية:Вуковарско-сријемска жупанија) هي إحدى مقاطعات كرواتيا وتقع في أقصى شرق البلاد. وهي تشمل الأجزاء الشرقية من منطقة سلافونيا والأجزاء الغربية من منطقة سيرميا، وكذلك حوض نهر سافا السفلي، بوسافينا.
ومقر المقاطعة هو فوكوفار على نهر الدانوب؛ وأكبر مدينة فينكوفسي ويقطنها 33,328 نسمة. ويبلغ عدد سكان المقاطعة 204,768 نسمة. ومن المدن البارزة الأخرى إيلوك وأوتوك وجوبانيا.